# Amata rossica
Amata rossica là một loài bướm đêm thuộc phân họ Arctiinae, họ Erebidae.